# Liss-Eric Björkman
Liss-Eric Björkman, född 10 juni 1913 i Kalmar, död där 27 oktober 1998, var en svensk jurist som var lagman i Möre och Ölands tingsrätt  från 1971 till 1978.
Björkman blev juris kandidat vid Lunds universitet 1936 och genomförde tingstjänstgöring 1936-1939 innan han 1940 blev fiskal vid Göta hovrätt. Han var sakkunnig i inrikesdepartementets lagbyrå 1949-1953, sekreterare i tillsynskommittén 1950-51, i 1950 års kvacksalveriutredning 1950-56 och blev hovrättsråd i Göta hovrätt 1953. Han var häradshövding i Södra Möre domsaga 1962-1968 (tillförordnad till 1963) i Möre och Ölands domsaga 1969-1970. Han var lagman i Möre och Ölands tingsrätt 1971-1978. Han var styrelseordförande i Stiftelsen Barometern 1964–1986, därefter dess hedersordförande, han tillhörde Kalmar läns fornminnesförenings styrelse, var dess vice ordförande 1973–76  och var ledamot av Växjö domkapitel 1977–80. Han erhöll Kalmar kommuns kulturpris 1993
Han var samtidigt aktiv som person- och lokalhistorisk forskare med inriktning mot östra Småland och framför allt Kalmar stads äldre historia.  Han utgav bland annat böckerna Från gård och by i Älghult. Gårds- och släkthistoriska anteckningar för tiden fram till 1700-talets början (1961), domsagohistoriken Till tings i Södra Möre (1970), stadshistoriken Kalmar från forntid till nutid (1988) samt  Vem vet var haren har sin gång. Fantasi och verklighet kring en Kalmarsläkt under medeltid och Vasatid (1997). Han publicerade ett stort antal släkt- och kulturhistoriska uppsatser, bland annat i tidningen Barometern och i den genealogiska tidskriften Släkt och hävd, i årsböckerna Älghultskrönika och Sancte Christophers gilles chroenika, utgiven av det Kalmarhistoriska sällskap där han 1968–1985 var ordförande. I dess krönika 1993 har publicerats en bibliografi som förtecknar hans utgivna skrifter.
Björkman var son till järnhandlaren och kommunalmannen Eric Björkman och hans maka Hanna, född Fogelberg. Han var från 1940 till 1968 (död) gift med Inga, född Hedberg 1918 samt från 1970 med Marianne Strindberg född 1917.